# Морочковский, Семён Филимонович
Семён Филимонович Морочковский (укр. Семен Філімонович Морочковський, 13 января 1897 — 27 марта 1962) — украинский советский миколог, доктор биологических наук (1943), первый заведующий кафедрой микологии и фитопатологии Киевского государственного университета (1944—1950).

## Биография
Родился в городе Смела Киевской губернии 13 января 1897 года. В 1919 году окончил Черкасскую учительскую семинарию, после чего несколько лет работал школьным учителем.
С 1924 года учился на Агробиологическом отделении Киевского института народного образования, окончил его в 1928 году, затем поступил в аспирантуру к Гавриилу Степановичу Неводовскому во Всесоюзный научно-исследовательский институт сахарной промышленности. Окончив аспирантуру, остался во ВНИИСе, где занимался изучением кагатной гнили корнеплодов. В 1936 году защитил диссертацию кандидата наук по теме «Грибы из рода Penicillium на сахарной свёкле».
С 1938 года — в отделе микологии Института ботаники АН УССР, с 1939 года — в должности заведующего. До 1946 года также работал заместителем директора Института ботаники.
В 1943 году в Уфе защитил докторскую диссертацию по теме «Грибная флора кагатной гнили сахарной свёклы», впоследствии расширенную до монографии. В 1945 году награждён медалью «За доблестный труд в Великой Отечественной войне 1941—1945 гг.», в 1954 году — орденом Трудового Красного знамени.
Преподавал в Киевском государственном университете, с 1944 по 1950 год заведовал организованной им кафедрой микологии и фитопатологии.
Умер 27 марта 1962 года.

## Некоторые научные работы
- Морочковский С. Ф. Грибная флора кагатной гнили сахарной свеклы. — М., 1948. — 216 с.
- Морочковский С. Ф. Условия развития кагатной гнили сахарной свеклы и меры борьбы с ней. — Киев, 1950. — 39 с.

## Виды грибов, названные именем С. Ф. Морочковского
- Erysiphe moroczkovskii V.P.Heluta, 1980
- Pyrenophora moroczkovskii Gucevič, 1959